# Détecteur de foudre
Pour les articles homonymes, voir détecteur.

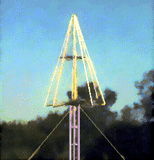
Détecteur de foudre au Centre spatial Kennedy de Floride.

Un détecteur de foudre est un appareil qui permet de capter l'onde électromagnétique des parasites atmosphériques générés par un éclair provenant d'un orage. Les détecteurs de foudre sont utilisés par les services météorologiques, comme le Service météorologique du Canada, Météo-France et le National Weather Service américain, pour suivre les orages et prévenir les populations de leur arrivée. Différentes autres organisations comme celles pour la prévention des feux de forêts, le transport électrique, la fabrication de matériel explosif et l'industrie du transport aérien se fient à ces appareils pour coordonner leurs opérations.

## Types et principes de détection
Il existe différents systèmes de détection de la foudre : 

### Moulin à champ

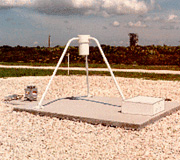
Moulin à champ au Centre spatial Kennedy de Floride

Un moulin à champ est un instrument de mesure d'un champ électrique statique. En météorologie, cet instrument permet, grâce à l’analyse du champ électrostatique au-dessus de lui, de signaler la présence d'un nuage électriquement chargé traduisant l'imminence de la foudre. Le principe consiste à mesurer la tension alternative créée sur une électrode alternativement masquée et exposée au champ à mesurer.
Un exemple de réseau de moulins à champ se retrouve au Centre spatial Kennedy de Floride. Trente-et-un de ces appareils sont disséminés autour du centre et à la base de lancement de Cap Canaveral pour détecter la formation de conditions favorables au déclenchement de foudre. Les données sont utilisées par les météorologues chargés de la prévision du temps pour le programme spatial des États-Unis lors de lancement d'engins spatiaux.

### Antennes directionnelles
Les détecteurs de foudre les plus sophistiqués comportent une antenne à plateau horizontal et deux antennes en boucle placées orthogonalement (à 90 degrés l'une de l'autre) dans la verticale. Un magnétogoniomètre détecte le champ électromagnétique émis par le coup de foudre, ce champ induisant un courant dans les boucles. Il y a un rapport entre la tension de ce signal et l'amplitude du champ magnétique qui équivaut au cosinus de l'angle entre l'antenne en boucle et la direction du coup de foudre. 
Une comparaison entre les amplitudes des signaux dans les deux boucles permet de déterminer l'axe direction de l'éclair. Il reste cependant une incertitude sur la direction car un cosinus de X et de (X + 180) degrés donne le même résultat : on sait dans quel axe vient la foudre mais pas encore de quelle direction. Pour résoudre cela, l'appareil utilise la donnée de l'antenne à plateau horizontal.
Ce système peut distinguer entre les décharges nuage-sol et les autres formes de foudre ou de l'interférence par la signature électromagnétique. En effet, l'éclair atteignant le sol produit une impulsion électrique soudaine très caractéristique.
Pour découvrir la position de l'éclair, il faut ensuite trouver la distance à l'antenne réceptrice. Il existe deux façons:
- Réseau d’antennes réceptrices[4] : par triangulation des directions et des temps d'arrivée d'un signal à au moins trois antennes, on peut déduire la position. Trois antennes sont nécessaires puisque la foudre n'est pas un signal ponctuel mais provient de n'importe quel point entre le début et la fin de l'éclair. Deux antennes peuvent donc noter des directions d'origines différentes et une troisième antenne est nécessaire pour confirmer la provenance à l'intérieur d'un rayon de résolution donné.
- Système à antenne unique et qui peut être mobile : on trouve ensuite la distance par l’analyse de la fréquence et de l’amplitude du signal.

### Par satellite
La détection de la foudre par satellite artificiel s'effectue en balayant la zone de vision pour la détection des flashs lumineux produits par les orages. On utilise pour cela des satellites géostationnaires comme les GOES et METEOSAT qui se situent à environ 36 000 km de la Terre. À cette distance, on peut négliger l'épaisseur de l'atmosphère et la position peut être déduite en latitude et longitude directement. Il faut cependant faire attention à la parallaxe introduite en allant vers les pôles.

## Limitations

### Réseaux

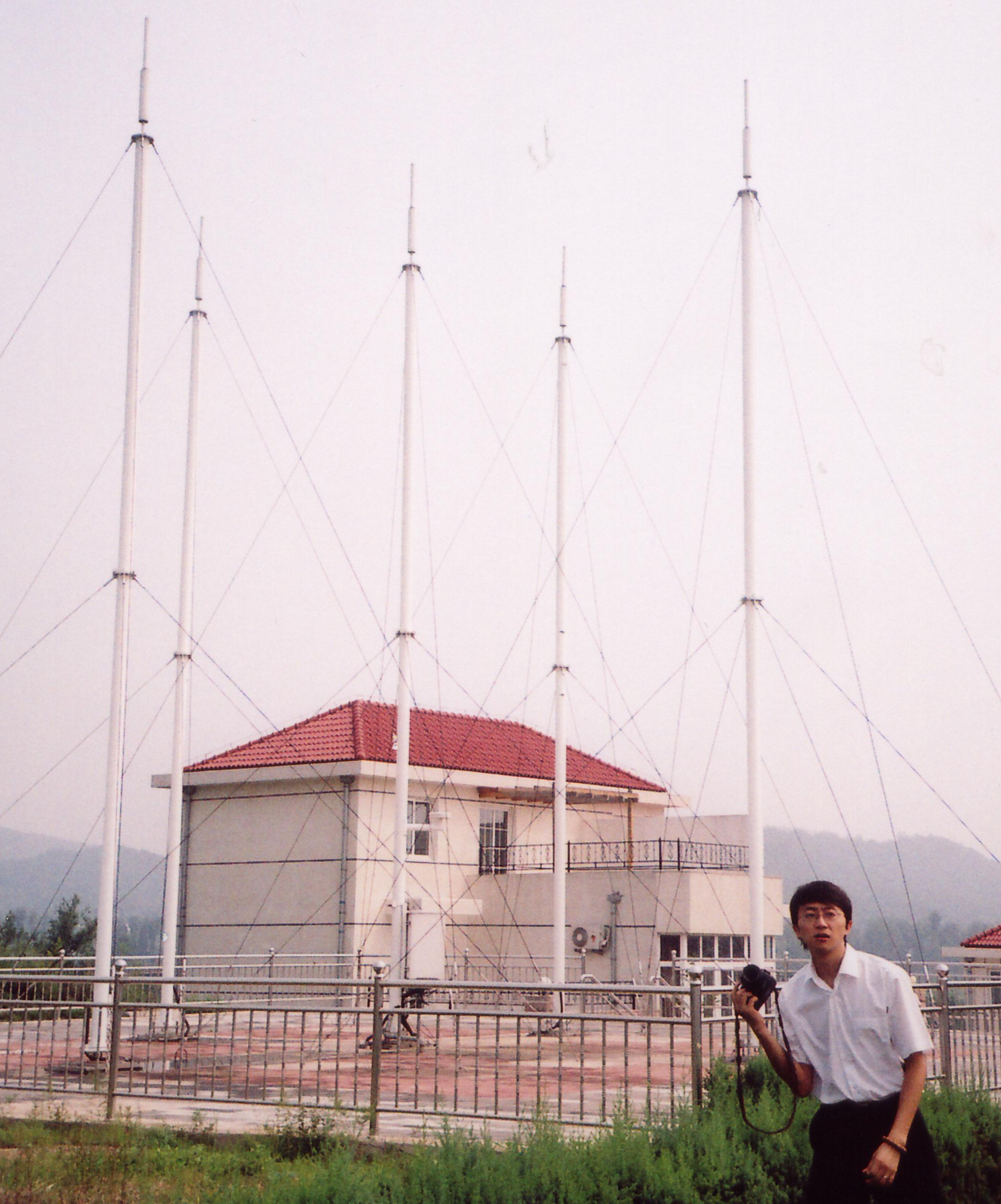
Antennes faisant partie d'un réseau de détection de la foudre en Chine. Ce réseau peut détecter les éclairs en trois dimensions dans les orages

La foudre ne se produit pas en un point unique mais passe d'un point à l'autre dans le nuage, ou entre nuages, ou même entre un nuage et le sol. Le signal électromagnétique émis peut provenir de n'importe où le long de ce trajet. Une antenne peut noter la direction du début de l'éclair et une seconde la fin de celle-ci ce qui veut dire que les lignes de triangulation ne se rejoindront jamais ou au mauvais endroit. De plus, on a rarement un seul éclair lors d'orages et des éclairs voisins mais émis à des temps légèrement différents peuvent être pris pour le même éclair avec seulement la direction obtenue par deux antennes. 
Pour qu'une donnée soit acceptée, il faut donc qu'au moins trois antennes puissent en faire la triangulation à l'intérieur d'une marge d'erreur donnée. La distance, elle, se calcule par le temps coordonné d'arrivée du signal électromagnétique, et non du son, entre les trois antennes. En effet, on connaît la vitesse de la lumière à laquelle se déplace le signal et en remontant dans la direction d'où les trois antennes notent le signal, on doit arriver à un même temps d'émission au point de croisement (plus ou moins la résolution). Les réseaux de surface donnent des indications en continu sur la position de la foudre avec une résolution de 1 km ou moins, par exemple le réseau français a une résolution de 100 mètres,.
Dans le cas d'un coup de foudre nuage-sol, cela est relativement aisé puisque la distance latérale parcourue par l'éclair est peu importante. Cependant, dans le cas d'éclairs entre nuages, une antenne peut déterminer la direction comme étant celle du nuage source alors que les autres donneront la direction vers le nuage récepteur ou quelque part d'autre le long de la trajectoire de l'éclair. La distance entre ces deux nuages pouvant être hors de la marge d'erreur, la donnée sera souvent rejetée. On estime à seulement 10 % la quantité d'éclairs nuage-nuage pour lesquels le problème est résolu ce qui diminue l'efficacité des réseaux de détection de surface. Comme ce type d'éclair est très prévalent au début de l'orage, l'utilisateur va donc avoir notification de la formation d'un orage en retard.

### Antenne unique
Les détecteurs de foudre à antenne unique vont capter tous les éclairs et leur donner une position. Cependant, ce type de système part avec l'hypothèse d'une relation entre la fréquence et la diminution de l'amplitude du signal radio avec la distance de l'émetteur pour en tirer la distance à l'antenne. Or, la foudre ne suit pas nécessairement ce standard. La direction sera bonne mais l'erreur de position peut être grande. De plus, un faible signal près de l'antenne peut être interprété comme un fort signal beaucoup plus loin (et vice versa).

### Satellite
Le satellite peut noter plus exactement la position des éclairs et ne souffre pas du problème de discrimination de la source de la foudre étant un capteur unique. La NASA estime à 95 % son taux d'efficacité. Cependant, ses capteurs doivent effectuer un balayage complet du champ de vision avant d'envoyer l'information à un relais terrestre. Les données ne sont donc disponibles que toutes les 5 ou 10 minutes. Certains utilisateurs ne peuvent accepter ce genre de délai.

## Détecteur de foudre et radar météorologique

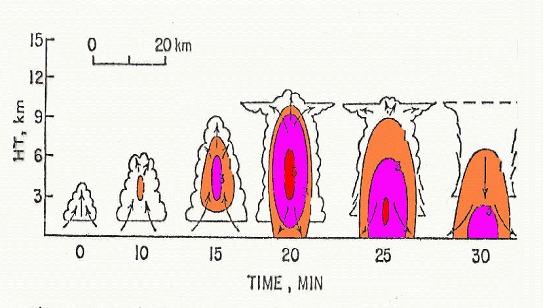
Cycle de vie d'un orage avec les réflectivités simulées d'un radar météorologique en couleur

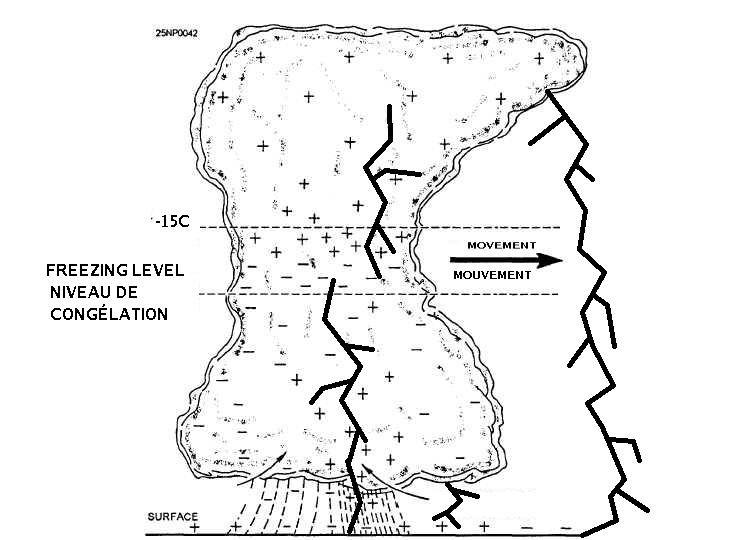
Distribution des charges électriques et de la foudre dans et autour d'un orage.

Les détecteurs de foudre sont utilisés en conjonction avec les radars météorologiques pour détecter la formation, la position et le potentiel de menace des orages. L'image de droite montre le cycle de formation d'un cumulonimbus :
- L'air instable subit la poussée d'Archimède
- La vapeur d'eau contenue dans l'air se condense en gouttelettes de nuages puis en précipitations
- Lorsque le point des précipitations est plus grand que ce que le courant ascendant ne peut soutenir, la pluie tombe et produit un courant d'air descendant.

Les radars météorologiques peuvent suivre l'évolution des précipitations en altitude et près du sol mais ne peuvent dire s'il y a eu présence de foudre. Le détecteur de foudre va donner cette indication. La foudre va également se produire entre l'enclume et le sol à l'avant de l'orage (seconde image), là où le radar ne voit pas de précipitations, le détecteur de foudre pourra donner cette information. Finalement, selon la longueur d'onde utilisée, le signal reçu par le radar météorologique peut être atténué par de fortes précipitations et des orages situés derrière cette pluie risquent d'être masqués. Le détecteur de foudre étant moins affecté par cela, il servira de système de détection indépendant. 
Les patrons d'évolution des réflectivités et des coups de foudre vont donner des indications aux météorologistes sur la structure de l'orage, sur son intensité et sur son potentiel de temps violent : grêle, tornades, rafales descendantes et pluies torrentielles.
Pour l'aviation, l'utilisation de détecteurs de foudre à bord des appareils permet d'éviter les orages. Les appareils de ligne sont généralement munis de radars météorologiques en plus de ces détecteurs.